# 荒井幸作
荒井 幸作（あらい こうさく、1885年（安政2年）- 1937年）は、明治期の北海道檜山支庁爾志郡熊石町の議員、実業家。地方水産界の巨頭。廻船問屋を経営しながら北海道会議員3、4期を務めた。熊石町根崎と樺太西海岸幌泊に拠点を置き、巨万の富を築いた。

## 来歴
父徳光利右衛門、母ツルの三男として北海道石崎村羽根刺（北海道檜山管内上ノ国）に生まれる。27歳のとき、荒井篤冶の長女ヤスと婚姻して荒井姓を名乗る。荒井家は代々、忠右衛門を名乗る熊石町の代表的漁家であった。1890年（明治23年）に独立分家として熊石村中歌でニシン建て網漁業を営み、1896年（明治29年）発行の「北海立志編」には、熊石村を代表する漁家の一軒に挙げられている。
大正期になるとニシンが不漁となり、小樽の朝里村に居を移した。1927年（昭和2年）に生まれ故郷の石崎村に戻る。昭和12年1月25日、熊石村で没した。
村民の生活向上のため、僻村であった熊石に道路を整備することが必要だと考え、八雲町と熊石町を繋ぐ国道277号（通称 八熊道路）の建設のため尽力し、完成に導いたことが雲石峠碑に記されている。
また、農業にも詳しく農場を経営し、様々な苗を取り寄せ熊石農業を先導した。1892年（明治25年）には鮎泊で競馬を開催もしている。